# Olga Minějevová
Olga Minějevová (rusky Ольга Павловна Минеева); 1. září 1952 v Degťarsk, Sverdlovská oblast) je bývalá sovětská atletka, mistryně Evropy v běhu na 800 metrů z roku 1982.
Při svém startu na evropském šampionátu v Athénách byla rovněž členkou sovětské bronzové štafety na 4 × 400 metrů. Na LOH 1980 v Moskvě získala stříbrnou medaili v běhu na 800 metrů (zlato Naděžda Olizarenková, bronz Taťjana Providochinová).